# Concana splendens
Concana splendens là một loài bướm đêm trong họ Erebidae.